# Экфельд
Экфельд (нем. Eckfeld) — община в Германии, в земле Рейнланд-Пфальц. 
Входит в состав района Бернкастель-Витлих. Подчиняется управлению Мандершайд. Население составляет 346 человек (на 31 декабря 2010 года). Занимает площадь 12,74 км².